# Live in Belgrade
Live in Belgrade er et livealbum udgivet af det serbiske roma Balkan brassband Boban Marković Orkestar. Albummet er indspillet i 2002 i Beograd i Serbien, "Ederlezi" dog i Budapest i Ungarn. Producere er Henry Ernst og Helmut Neumann. Albummet blev udgivet på Piranha Musik.

## Sporliste
| Nr.           | Titel                                             | Længde |
| ------------- | ------------------------------------------------- | ------ |
| 1.            | "Otpisani"                                        | 6:41   |
| 2.            | "Hava Nagila"                                     | 3:33   |
| 3.            | "Zajdi, Zajdi"                                    | 3:05   |
| 4.            | "Vodopad"                                         | 3:10   |
| 5.            | "Mesečina"                                        | 4:58   |
| 6.            | "Ring, Ring"                                      | 5:49   |
| 7.            | "Disco Džumbus"                                   | 3:53   |
| 8.            | "Intro / Cororo / Branjski Čoček / Nikolin Čoček" | 11:43  |
| 9.            | "Ederlezi"                                        | 5:43   |
| Total længde: | Total længde:                                     | 48:42  |